# Человеческая многоножка
«Челове́ческая многоно́жка» (англ. The Human Centipede (First Sequence)) — нидерландский боди-хоррор, снятый в 2009 году режиссёром Томом Сиксом. Фильм рассказывает историю немецкого врача, который похищает трёх туристов и соединяет их рты и анусы хирургическим путём, таким образом формируя «человеческую многоножку».
В фильме снялись Дитер Лазер в роли доктора Хейтера, Эшли К. Уильямс, Эшлин Йенни, Акихиро Китамура как его жертвы. Сикс говорил, что концепция фильма возникла из шутки о наказании растлителя малолетних, путём сшивания его рта с анусом «жирного водителя грузовика». По словам режиссёра, на создание фильма его вдохновил опыт медицинских экспериментов, проводившихся нацистами в годы Второй мировой войны, например преступления Йозефа Менгеле в концентрационном лагере Освенцим.
На встрече с будущими инвесторами Сикс решил опустить подробности того, как именно будут связаны члены многоножки, боясь не найти понимания.
Люди, профинансировавшие создание фильма, не видели полной картины, пока она не была завершена. Фильм получил смешанные отзывы от критиков, но выиграл несколько наград на международных кинофестивалях. Фильм был выпущен в США 30 апреля 2010 года. Сиквел «Человеческая многоножка 2» был выпущен в 2011 году, премьера третьей части состоялась 22 мая 2015 года.

## Сюжет
Две американки Линдси (Эшли Кристина Уильямс) и Дженни (Эшлинн Йенни) путешествуют по Европе. В Германии, в результате поломки автомобиля и в поисках помощи или хотя бы телефона, они набредают на дом доктора Хейтера (Дитер Лазер). Тот, в свою очередь, подсыпает им в воду флунитразепам, а потом делает укол в шею, и девушки теряют сознание. Очнувшись, бедняжки обнаруживают себя в подвале его дома привязанными к койкам. Помимо девушек, в помещении лежит ещё один человек — водитель грузовика, накануне пойманный сумасшедшим садистом Хайтером, который выстрелил в него дротиком со снотворным. Хайтер вскоре сообщает, что водитель ему «не подходит», убивает его и хоронит на участке рядом с домом. Вскоре на освободившейся койке появляется новая жертва — японец Кацуро (Акихиро Китамура). Садист представляется своим жертвам: долгое время он работал хирургом и занимался разделением сиамских близнецов, а теперь он на пенсии и заинтересовался, наоборот, соединением. Он уже соединил трех своих собак, а теперь хочет создать человеческую многоножку. Он подробно описывает процесс соединения: рот одного человека сшивается с анальным отверстием другого, деформируются коленные чашечки, пищеварительные системы объединяются в одну и т. д.
Хайтер начинает подготовку к операции. В этот момент Линдси удается сбежать из подвала, но доктор Хайтер находит её и в наказание за плохое поведение обещает дать ей приносящее самую сильную боль место в многоножке — посередине. Кацуро получает место спереди, Дженни — сзади. Операция проходит успешно, Хайтер переносит многоножку на верхний этаж, будит, фотографирует и показывает жертвам, как они выглядят в зеркале. Он пытается дрессировать многоножку, но Кацуро не подчиняется ему. За обедом Кацуро кусает Хайтера за ногу и оказывается избит. Хайтер вновь дрессирует многоножку, в этот момент Кацуро оказывается не в состоянии сдержать позывы к дефекации и испражняется в рот безуспешно пытающейся оторваться Линдси. Ликующий Хайтер называет происходящее "кормлением". На следующий день Хайтер вновь избивает многоножку за попытку сбежать. ,н осматривает её и понимает  что Дженни больна. Дотор Хайтер высказывает мысль о необходимости заменить «хвостик» многоножки.
Спустя некоторое время в дом доктора стучатся полицейские Кранц (Андреас Леупольд) и Воллер (Питер Бланкенштейн), расследующие пропажу двух туристок, и требуют показать им подвал. Хайтер отправляет правохранителей за ордером на обыск и готовится сделать их новыми жертвами эксперимента. В это время Кацуро повреждает его ногу скальпелем, откусывает кусок кожи с шеи, и многоножке удается сбежать — однако, недалеко. Беглецы обнаруживают прежде разбитое окно вновь застекленным, Кацуро бьет по нему, летят осколки. Доктор догоняет беглецов, Кацуро произносит монолог на японском языке о смысле жизни и сущности человека и перерезает горло осколком. Возвращаются полицейские, план Хайтера не воплощается, он убивает полицейских, но при этом сам погибает от руки смертельно раненого одного из них. Линдси и Дженни какое-то время держатся за руки и плачут, но вскоре Дженни умирает, пока Линдси не может сдержать позыв к дефекации и "кормит" её. Линдси остается одна между двумя мертвецами.

## Актёры и персонажи
Лазер сыграл роль доктора Йозефа Хейтера, бывшего хирурга, который специализировался на разделении сиамских близнецов, но, будучи в отставке, заинтересовался соединением существ вместе. Кастинг на роль Хейтера состоялся в Берлине, перед самим кастингом Сикс просмотрел все предыдущие фильмы с участием Лазера. Лазер ранее появился в более чем 60 различных немецких фильмах.
| Актёр              | Роль                     |
| ------------------ | ------------------------ |
| Дитер Лазер        | доктор Хейтер            |
| Эшли К. Уильямс    | Линдсей                  |
| Эшлинн Йенни       | Дженни                   |
| Акихиро Китамура   | Катсуро                  |
| Андреас Леупольд   | детектив Кранц           |
| Питер Бланкенштейн | детектив Воллер          |
| Бернд Кострау      | «грязный» немец в машине |
| Рене де Уит        | дальнобойщик             |

## Трилогия
Фильм изначально задумывался как первая часть трилогии. Второй фильм из цикла, «Человеческая многоножка 2», вышел в 2011 году. Главные роли сыграли Лоуренс Р. Харви и Эшлинн Йенни. Третий фильм из цикла, «Человеческая многоножка 3» вышел 22 мая 2015. Фильм снимался в США. В главных ролях Дитер Лазер и Лоуренс Р. Харви. Вся трилогия объединена постмодернистским приемом, который помещает фильм в собственный контекст. 

## Пародии и влияние
Идея фильма обыгрывается в первой серии пятнадцатого сезона мультсериала «Южный Парк», «Человекайпадоножка», где аналогичные опыты проводит компания Apple, используя Кайла Брофловски в качестве одного из участников многоножки. Порнопародией является фильм ужасов «Сексоножка» 2010 года.